# Evangelische Kirche Oberorke

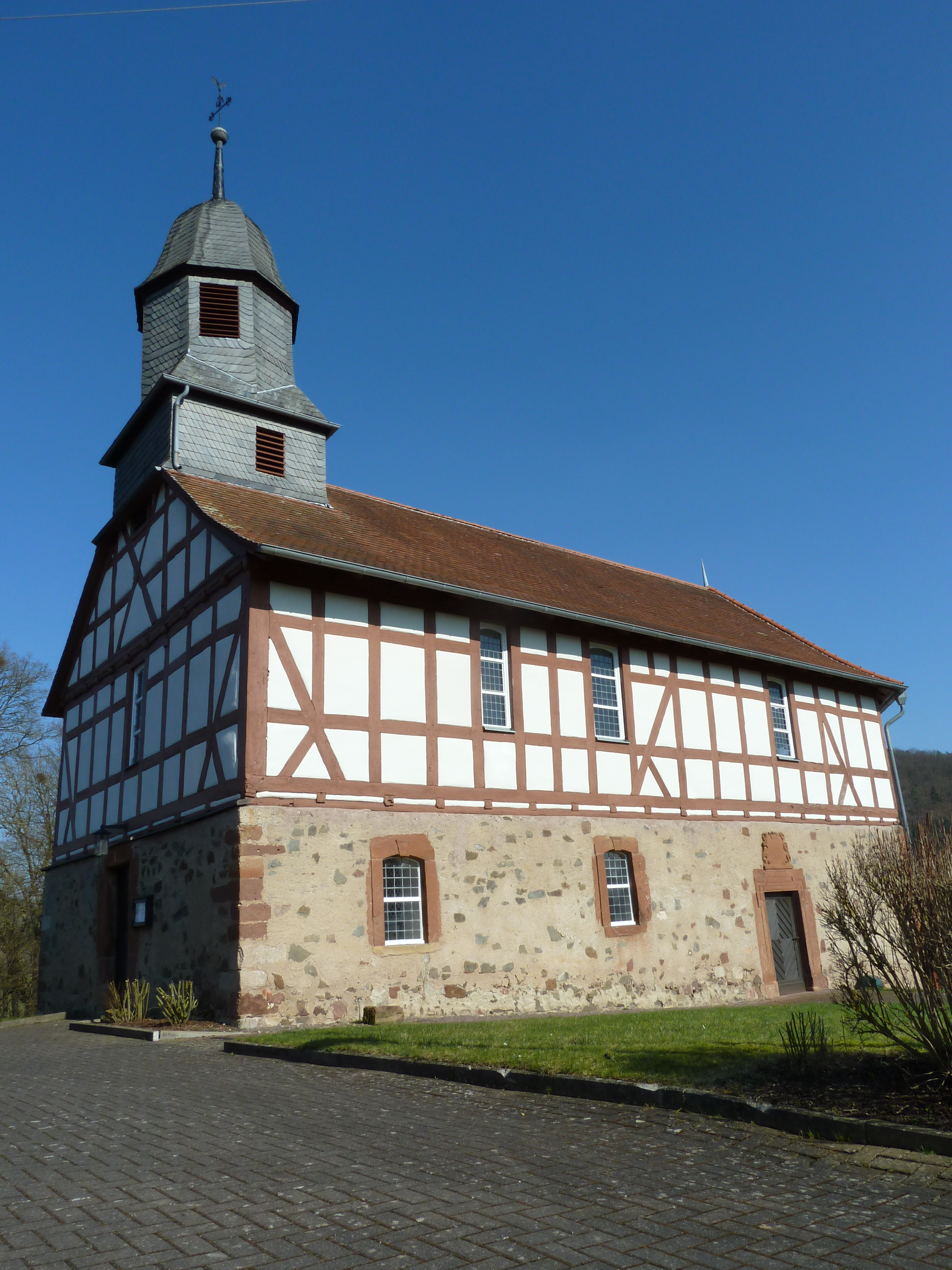
Die Kirche in Oberorke

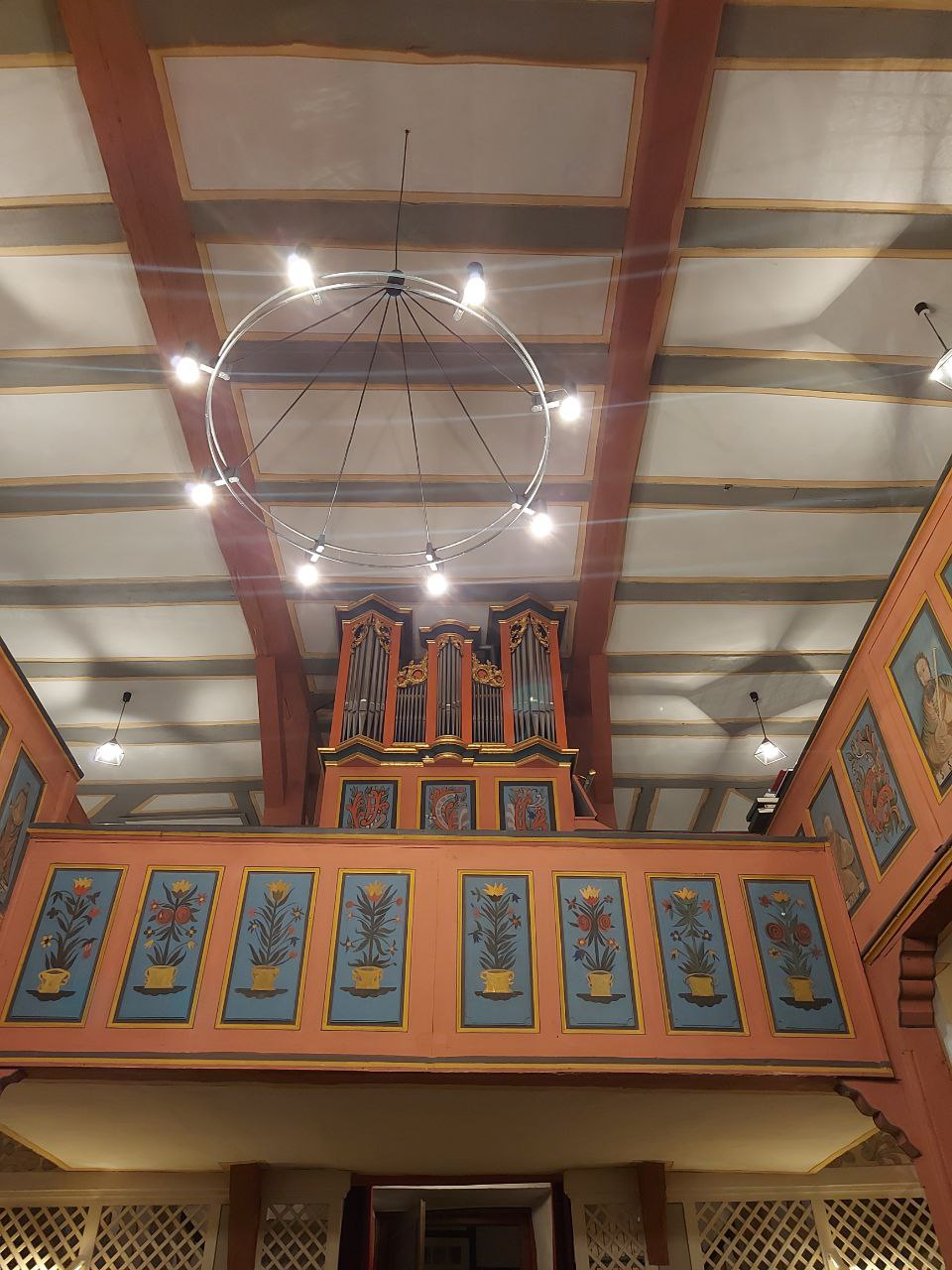
Innenraum, Blick zur Orgel (2021)

Die Evangelische Kirche Oberorke ist ein denkmalgeschütztes Gebäude in Oberorke, einem Ortsteil von Vöhl im nordhessischen Landkreis Waldeck-Frankenberg. Sie steht am Nordostrand des Dorfes auf einer vor Hochwasser geschützten Terrasse westlich oberhalb der Orke und ist aus geschichtlichen, künstlerischen und städtebaulichen Gründen als Kulturdenkmal ausgewiesen.

## Geschichte
In dem 1016 erstmals urkundlich erwähnten Oberorke ist im Jahre 1242 ein Leutpriester belegt und eine Kirche in Orke wird als Pfarrkirche für die Orte Ederbringhausen und Sachsenberg genannt; Sachsenberg wurde jedoch 1266 eine selbstständige Kirchengemeinde und die Pfarrer lebten dort. Das Patronat der Kirche in Oberorke lag anfangs bei der 1238 gegründeten Johanniterkommende Wiesenfeld, von 1379 bis 1577 bei den Grafen von Waldeck, bis Landgraf Ludwig von Hessen-Marburg durchsetzte, dass die Kirche ab 1580 Filial von Viermünden wurde, was sie auch heute noch ist. Die Kirchengemeinde Viermünden gehört zum Kirchenkreis Eder im Sprengel Marburg der Evangelischen Kirche von Kurhessen-Waldeck. Ab 1717 hatten die Gutsherren des nahen Hofs Treisbach das Patronat über die Oberorker Kirche inne, angefangen mit der Marquise Jeanne de Langallerie, mit der Landgraf Karl von Hessen-Kassel nach dem Tod seiner Frau eine Beziehung unterhielt.
Die Kirche wurde im Spätmittelalter zerstört und blieb bis 1543 eine Ruine. Erst 1543, als dort – angeblich als der letzten Kirche im Oberfürstentum Hessen – die Reformation eingeführt wurde, wurde sie wieder notdürftig instand gesetzt. Da der Bau im 18. Jahrhundert einzustürzen drohte, errichteten die Gemeinden Oberorke, Niederorke und Ederbringhausen in den Jahren 1738—1741 auf dem alten, dabei aber grundlegend überarbeiteten Bruchsteinsockel eine neue Kirche aus Fachwerk. Das Untergeschoss wurde, wie der Türsturz über dem Südportal bezeugt, bereits 1739 fertiggestellt und das Fachwerkobergeschoss wurde um 1741 vollendet.
Das Fachwerk wurde 1995/1997 saniert. Eine umfangreiche Kirchensanierung wurde 2010/2011 notwendig, da sich Teile der Lehmdecke gelöst hatten und herabzufallen drohten. Die Arbeiten erforderten den Ausbau der kleinen Barockorgel und die Verpackung der Kanzel, bevor die Lehmdecke im Frühjahr 2011 erneuert werden konnte. Danach wurde die Belüftung verbessert, um weitere Feuchtigkeitsschäden an den Wänden und am Gestühl zu verhindern, Holzwurmbefall wurde bekämpft und Türen und Fenster wurden neu gestrichen.

## Architektur
Die heutige Kirche mit ihrem Dreiseitchor ist ein Saalbau aus Fachwerk auf hohem, und im Kern teilweise älteren, aber 1739 erheblich überarbeitetem Bruchsteinsockel. Beide Geschosse werden durch rechteckige Fenstern erhellt, die im Sockelgeschoss mit Gewänden aus Sandstein. Über dem Sandsteinportal mit flächiger Profilrahmung in der Südwand befindet sich eine ornamentale Kartusche mit Krone und dem Spruch: „WIE HEILIG IST / DIESE STAETTE / HIER IST NICHTS ANNDER / DAN GOTTES HAUS HIER / IST DIE PFORTE DES / HIMMELS / ANNO 1739“. Das Portal an der Westseite ist schlicht. Über dem Westteil steht ein in der Grundfläche quadratischer, kurzer und mit Schiefer verkleideter Dachreiter mit achteckigem Schaft und einfacher Glockenhaube.

## Innenausstattung
Im Innenraum stützt ein hölzernes Ständerpaar etwa mittig die beiden Längsunterzüge der flachen Balkendecke; ein zweites Paar Ständer unterstützt den Dachreiter im Westen. Auch die dreiseitig umlaufende Empore wird auf den Innenseiten von Holzständern getragen. All diese heute einfarbigen Ständer wie auch die Deckenunterzüge waren einst mit gitterartigem Muster bemalt. Vor der Orgel befindet sich eine weitere, abgesenkte kleine Empore, eine kurze, aber höhere über der Südseitenempore. Das Innere des Sockelgeschosses ist nahezu flächendeckend mit Wandbemalung im Stil des sogenannten „Bauernbarocks“ aus den Jahren 1739–1741 verziert: belaubtes Rankenwerk und darin Bibelsprüche. Heute nicht mehr sichtbare Putzreste mit Lilienmotiven lassen vermuten, dass auch das Obergeschoss ursprünglich ähnlich ausgemalt war. Die Füllungen der Emporenbrüstung zeigen Bilder der zwölf Apostel sowie Musikanten mit ihren Instrumenten, Figuren aus dem Alten Testament, Allegorien christlicher Tugenden, Pflanzen und ornamentale Darstellungen. Wangen und Lehnen des Gemeindegestühls, das noch aus der Bauzeit stammt, sind mit pflanzlichen Motiven dekoriert.
Neben dem Südportal befindet sich in einem Rechteckrahmen ein lebensgroßes, volkstümliches Bild Martin Luthers in typischer Pose, stehend mit aufgeschlagener Bibel. Es wurde von einem unbekannten Maler vermutlich um die Mitte des 18. Jahrhunderts geschaffen, war 1968 gänzlich übermalt worden und wurde erst im Jahre 2001 durch einen Restaurator wieder freigelegt. In einem separaten Rahmen daneben befindet sich der Lebenslauf des Reformators.
Abgesehen von einem volkstümlichen Kruzifix, das aus der Vorgängerkirche übernommen worden sein mag, stammt die übrige Innenausstattung aus der Bauzeit von 1739—1741. Ein frei stehender, schlanker Kanzelaltar, typisch für die Region, mit gedrehten Säulen und Baldachin mit Aufsätzen und krönendem Kruzifix, nahezu bis zur Decke reichend, steht im Osten. Das Kanzelunterteil stammt wohl noch aus der Renaissance und damit vermutlich aus dem Vorgängerbau. Der Baldachin mit gedrehten Säulen und dem ihn krönenden Kruzifix wurde wahrscheinlich um 1739/41 hinzugefügt. Links daneben befindet sich eine vergitterte Holzprieche für die Gemeindeältesten, rechts ein zweiteiliger, kleiner Pfarrstuhl, hinter dem eine Treppe auf die Seitenempore führt. Auf der Empore im Chor hinter dem Kanzelaltar steht die ebenfalls vergitterte Prieche für die Herren vom Gut Treisbach als Patronatsinhaber. Auch die vergitterten Stände rechts und links des Eingangsportals im Westen waren ursprünglich herrschaftliche Stände. In den Kirchenständen im Obergeschoss ritzten ihre Inhaber Mitte des 18. Jahrhunderts ihre Namen ein, und auch in den Ständen im Untergeschoss sind teilweise Namen oder Initialen der einstigen Inhaber erhalten geblieben.
Die kleine, seitenspielige, in die Brüstung der Westempore integrierte Orgel mit fünfteiligem barocken Prospekt und geschnitzten, vergoldeten Schleierbrettern wurde von den Brüdern Johann Christian und Johann Gerhard Kleine aus Freckhausen im Bergischen Land gebaut und 1770 eingeweiht. Sie hat ein Manual und ein Pedal und sechs Register und wurde 1882/83 renoviert.